# 九条日浄
九条 日浄（くじょう にちじょう、1896年（明治29年）10月28日 - 1962年（昭和37年）9月20日）は、大正・昭和期の尼僧。子爵仙石政敬の長女。のち公爵九条道実の養女となる。幼名温子。 

## 人物
大正2年（1913年）学習院女学部中等科を卒業し、同7年（1918年）京都村雲瑞竜寺で得度、翌々年日蓮宗瑞龍寺門跡となり、村雲尼公と呼ばれた。村雲婦人会総裁として尊敬を集めた。昭和11年（1936年）7月8日、仙石政敬子爵家の縁で、霊友会総裁に就任する。 昭和37年（1962年）京都から滋賀県近江八幡へ瑞龍寺の主要建物の移築を行うが、日浄尼はその完成を見ず65歳で遷化した。墓所は京都市善正寺の村雲瑞龍寺歴代門跡御墓所。
著書に『日本婦人の信仰』がある。